# 헤수스 페르난데스 코야도
헤수스 페르난데스 코야도(스페인어: Jesús Fernández Collado, 1988년 6월 11일, 마드리드 지방 마드리드 ~)는 줄여서 헤수스(스페인어: Jesús)로 알려진 스페인의 축구 선수로, FC 볼룬타리 소속 골키퍼이다.

## 경력

### 레알 마드리드
마드리드 출신으로, 헤수스는 세 개의 다른 유소년 아카데미를 거쳤다. 2007년, 그는 누만시아에 입단해 테르세라 디비시온에 소속된 2군 경기에 두 시즌 간 출전했다. 2009-10 시즌, 그는 세군다 디비시온에 속한 1군의 세 번째 골키퍼였고, 3-4로 패한 레알 우니온과의 2010년 5월 22일 원정 경기에서 첫 경기를 치렀다.
헤수스는 2010년, 레알 마드리드에 입단해 고향으로 복귀했고, 세군다 디비시온 B에 속한 2군의 일원이 되었다. 2011년 5월 21일, 시즌 최종전에서, 그는 예지 두데크와 교체로 들어가 1군 및 라 리가 데뷔전을 치렀고, 알메리아와의 경기는 8-1 안방에서의 승리로 끝났다.
헤수스는 이어지는 두 시즌 간 이케르 카시야스, 안토니오 아단, 그리고 디에고 로페스에 밀려 머랭 (Merengues)의 세 번째 골키퍼로만 고려되었다. 2013년 6월 1일, 4-2로 이긴 오사수나와의 시즌 최종전에서 처음으로 선발 출전했다.

### 레반테와 그라나다
2014년 8월 4일, 레반테는 레알 마드리드와 헤수스의 이적에 합의를 보았고, 그는 1부 리그 구단과 2년 계약을 맺고 입단했다. 두 시즌 간 그리 많은 경기에 출전하지 못한 그는 같은 1부 리그에 속한 그라나다로 2016년 1월 22일에 이적했다.

## 수상

### 클럽
레알 마드리드 B
- 세군다 디비시온 B: 2011–12

레알 마드리드
- UEFA 챔피언스리그: 2013–14
- 코파 델 레이: 2013–14
- 수페르코파 데 에스파냐: 2012